# 弗里茨·巴托洛梅
弗里茨·巴托洛梅（德語：Fritz Bartholomae，1886年10月29日—1915年9月12日），德国男子赛艇运动员。他曾与其哥哥维利·巴托洛梅一起代表德国参加1912年夏季奥林匹克运动会赛艇比赛，获得男子八人单桨有舵手铜牌。